# Jules van Hasselt
Jules van Hasselt (Kampen, 10 maart 1844 - Zwolle, 9 juli 1914) was een Nederlandse burgemeester.
Van Hasselt, lid van de familie Van Hasselt, was zoon van Johan Derk van Hasselt en Henrietta Johanna Jordens. Zijn vader was burgemeester van Kamperveen en van Zalk en Veecaten, en lid van Gedeputeerde Staten van Overijssel. Van Hasselt doorliep de Handelsschool in Antwerpen. Hij was enige jaren werkzaam op een handelskantoor in Keulen tot hij toetrad tot de firma Gebroeders Van Hasselt (steenfabriek). In augustus 1869 trouwde Van Hasselt met Mary Casson Hill die hij op een van zijn reizen in Hull had ontmoet.
In 1875 werd Van Hasselt, evenals zijn vader, burgemeester van Kamperveen en van Zalk en Veecaten. Dit bleef hij tot zijn overlijden in 1914. Van Hasselt woonde in Kampen waar hij in 1892 aan de IJsseldijk "Villa Mary" liet bouwen, genoemd naar zijn vrouw. Het pand is nu rijksmonument.
Van zijn ouders erfde hij, samen met zijn broer Rudolf, in 1885 de havezate Wittenstein.
Van Hasselt overleed in juli 1914, 70 jaar oud. Hij ligt begraven op begraafplaats "De Zandberg" in IJsselmuiden. Van Hasselt had grote belangstelling voor de ontwikkeling van de landbouw en veeteelt. Hij publiceerde regelmatig in het Handelsblad en de Landbouwcourant. In Kamperveen is een straat naar hem genoemd.